# Liste der Monuments historiques in Buncey
Die Liste der Monuments historiques in Buncey führt die Monuments historiques in der französischen Gemeinde Buncey auf.

## Liste der Immobilien
| Bezeichnung                        | Beschreibung | Standort                 | Kennzeichnung | Schutzstatus | Datum | Bild |
| ---------------------------------- | --- | ------------------------ | ------------- | ------------ | ----- | ---- |
| Grenzsteine des Forêt de Châtillon | insgesamt 64 Grenzsteine, ab dem 14. Jahrhundert, hauptsächlich aus dem 17. Jahrhundert; auch zu Maisey-le-Duc, Nod-sur-Seine, Saint-Germain-le-Rocheux und Villiers-le-Duc | östlich des Ortes (Lage) | PA21000063    | Classé       | 2012  |      |

## Liste der Objekte
| Bezeichnung                   | Beschreibung                                                 | Standort                        | Kennzeichnung | Schutzstatus | Datum | Bild |
| ----------------------------- | ------------------------------------------------------------ | ------------------------------- | ------------- | ------------ | ----- | ---- |
| Verkündigungsfenster          | Buntglas, 16. Jahrhundert, modern neu gefasst                | in der Kirche St-Georges (Lage) | PM21000430    | Classé       | 1964  |      |
| Reiterskulptur Heiliger Georg | Holz, farbig gefasst, Ende des 15. Jahrhunderts              | in der Kirche St-Georges (Lage) | PM21000431    | Classé       | 1964  |      |
| Pietà                         | Kalkstein, um 1600                                           | in der Kirche St-Georges (Lage) | PM21000432    | Classé       | 1964  |      |
| Skulptur Heiliger Rochus      | Kalkstein, farbig gefasst, erste Hälfte des 16. Jahrhunderts | in der Kirche St-Georges (Lage) | PM21000433    | Classé       | 1964  |      |
| Skulptur Heiliger Nikolaus    | Holz, farbig gefasst, 16. Jahrhundert                        | in der Kirche St-Georges (Lage) | PM21000434    | Classé       | 1964  |      |
| Gemälde Kreuzigung            | Ölfarbe auf Leinwand, 17. Jahrhundert                        | in der Kirche St-Georges (Lage) | PM21000435    | Classé       | 1964  |      |